# Heaven (canção de Warrant)
Heaven é o segundo single do álbum Dirty Rotten Filthy Stinking Rich, lançado em 1989 pela banda de hard rock e glam metal Warrant. A canção foi o single de maior sucesso comercial lançado por Warrant, alcançando número dois na Billboard Hot 100, número cinco no Canadá e número quatro na Noruega. No Brasil, foi trilha sonora da novela Top Model da Rede Globo, exibida entre 1989 e 1990.

## Faixas
| N.º | Título          | Duração |  |
| 1.  | "Heaven"        | 3:58    |  |
| 2.  | "Cold Sweat"    | 3:29    |  |
| 3.  | "In the Sticks" | 4:06    |  |

## Certificações
| País                  | Certificação | Data                    | Vendas certificadas |
| --------------------- | ------------ | ----------------------- | ------------------- |
| Canadá - Music Canada | Ouro         | 28 de Fevereiro de 1990 | 5,000               |
| Estados Unidos - RIAA | Ouro         | 18 de Setembro de 1989  | 500,000             |

## Desempenho nas paradas musicais
| Parada musical (1989)                       | Melhor posição |
| ------------------------------------------- | -------------- |
| Canadá (RPM Adult Contemporary)             | 8              |
| Canadá (RPM Retail Singles)                 | 2              |
| Canadá (RPM Top 100 Singles)                | 5              |
| Estados Unidos (Billboard Hot 100)          | 2              |
| Estados Unidos (Hot Mainstream Rock Tracks) | 3              |
| Noruega (VG-lista)                          | 4              |
| Reino Unido (UK Singles Chart)              | 93             |

| Parada de fim de ano (1989)         | Melhor posição |
| ----------------------------------- | -------------- |
| Canadá (RPM Top 100 Singles of '89) | 34             |
| Estados Unidos (Billboard Hot 100)  | 15             |